# Sainte-Preuve
Sainte-Preuve é uma comuna francesa na região administrativa de Altos da França, no departamento de Aisne. Estende-se por uma área de 9,61 km². Em 2010 a comuna tinha 82 habitantes (densidade: 8,5 hab./km²).